# Cepilnik
Cepilnik tudi cepilec je mehanska naprava za cepljenje drv. Obstaja dva glavna tipa: s klinom (hidravlični) ali pa konusni (na sveder). Oba tipa imata lahko lastni pogon, ali pa se jih poganja z zunanjo napravo, npr. s traktorjem.
Hidravlične cepilnike s klinom lahko poganja bencinski, dizelski, električni motor oz. traktor. Moč hidravličnih cepilnikov se podaja v tonah, manjši imajo moč od 10 ton, večji pa 25 ton in več. 
Obstajajo tudi hidravlični cepilniki, ki se jih da namestiti na bagrsko roko in so lahko obeh tipov: s klinom ali pa konusni.
Cepilniki, še posebej konusni, so potencialno nevarni za uporabnika, saj se vanje lahko ujame del oblačila.